# Corynespora smithii
Corynespora smithii är en svampart som först beskrevs av Berk. & Broome, och fick sitt nu gällande namn av M.B. Ellis 1957. Corynespora smithii ingår i släktet Corynespora och familjen Corynesporascaceae.   Inga underarter finns listade i Catalogue of Life.